# 経営管理論
経営管理（けいえいかんり、英: Business Management, 英: Business Administration）は営利企業の経営を管理する手法のことである。

## 概要
20世紀初頭、科学的管理法を提唱したフレデリック・テイラーがその始まりとされており、また「管理原則（管理過程論）の父」と呼ばれたアンリ・ファヨールによる研究により、学問として成立。その後、主にアメリカで研究が発展した。経営学を構成する分野の一つ。
下位分野には人事労務管理論、財務管理論、オペレーションマネジメント 、戦略的マネジメント 、マーケティング・マネジメント 、ITマネジメントなどがある。

## 定義
経営管理の定義として次が挙げられる。
また「管理原則の父」と呼ばれるアンリ・ファヨールは、経営管理を計画、組織、指揮、調整、統制の5要素と定義している。
経営管理は計画や統制といった「管理」のニュアンスを含んでおり、現場における運用/オペレーション（例: 生産活動）と対比される。
簡単にまとめると、経営管理とは、企業活動を円滑に行うとともに、企業の目的を達成するために、「ヒト・モノ・カネ・情報」の4つの経営資源を調達し、効率的に配分し、適切に組み合わせる、といった諸活動のことである。

### 語源
経営管理すなわち「マネジメント」の由来は「手」を意味するラテン語「manus」であり、もともと何かをモノを扱うという意味である。その名残として馬を扱う乗馬学校の練習場や調馬場を指す言葉として「マネージュ」が国際的に使われている。すなわちマネジメントには行き届いた管理、つまりすべての資源、とくに資金を効率的かつ効果的に使うという含みがある。またマネジメントの概念は、はるか昔からあるリーダーシップの概念と違って科学の時代に生まれ育ち、システムに対する信頼、特にシステムを導入して維持する能力と、財政を管理して統御する能力が高く、ビジネスには不可欠である。

## 学説
ハロルド・クーンツは著書『経営の統一理論』にて、経営管理の学説を以下の6つに分類している。
管理過程学派（普遍学派）経営管理を「組織を構成する人々に、あることをしてもらう過程」と捉え、そのための管理の諸原則を明らかにしようとする。
経験学派経営管理に関する事例研究（ケーススタディ）を通じて、最も有効な経営管理技法を構築する。
人間行動学派経営には多くの人々が関わっていることに着目し、構成員・関係者の行動や相互関係を研究する。行動科学や人間関係論など、心理学的アプローチ。
社会システム学派経営管理を人やその行動からなる一つの社会システムと捉え、社会学的見地から研究する。人間的側面を重視することから、人間行動学派と共通する点を持つ。バーナードに代表される。システムズ・アプローチとも。
数理学派数学や統計学、計測可能なデータなどを駆使して、数理的アプローチから経営管理を把握しようとする。そのための手段として代表的なものにオペレーションズ・リサーチがある。この学派の研究は経営科学とも言われる。
意思決定学派企業内の意思決定システムを研究し、合理的な意思決定を行うにはどうすべきかを追究する。サイモンに代表される。

## 歴史
19世紀後半から、第二次産業革命と呼ばれる工業化の進行・資本主義の発展や経済の拡大により、企業は経営資源を効率的に運用し、生産力を増強することを目指すようになった。そのような状況の下、20世紀初め、アメリカの技術者・テイラーが「科学的管理法」を、フランスの経営者・ファヨールが「管理過程論」の原型をそれぞれ発表、経営管理の研究が始まった。一方、ドイツの社会学者・マックス・ヴェーバーは、組織の支配形態（カリスマ支配、伝統的支配、合法的支配の3つ）を分析し、合法的・合理的な組織は官僚制組織であるとした。その上で組織の合理的・機能的側面に注目、組織構造という概念を考え出し、「官僚制組織論」を提唱した。これらの3人の研究が、経営管理論の出発点と言える。
その後、人間的側面を軽視する科学的管理法への批判（参考: 経済人）から、人間関係や人間の持つ欲求、特に自己実現欲求に注目する「人間関係論」が生まれた。メイヨー、レスリスバーガーによるホーソン実験や、マズローの欲求段階説（自己実現理論）、マクレガーのXY理論などが知られる。さらにその後、マックス・ヴェーバーの組織の理論を経営に応用し、組織全体を分析する「システムズ・アプローチ」がバーナードによって唱えられ、後にサイモンの「意思決定論」に繋がった。
一方、1960年代以降、従来の普遍的な法則を見出そうとする議論では抽象的で現実の経営に対応できないとして、経営環境に応じてそれぞれに異なる最適な組織形態・管理法が存在するとする「コンティンジェンシー理論」が登場した。
これらの諸議論を基礎に、リーダーシップ論、モチベーション論、組織文化論、企業間関係論など様々な議論に広がっている。
占部都美は、最近の経営管理論は、意思決定論的アプローチ、行動科学的アプローチ、システムズ・アプローチを取っているとしている。
ジョン・アデアらは、人を機械やお金のように「マネジメント」できるものと見なす習慣に陥りやすいとしている。

## 教育機関
経営管理は、世界各国のビジネス・スクール（異称に "Business Administration School" あり）で教授されている。
日本においては、商学部（商学研究科）・経済学部（経済学研究科）・経営学部（経営学研究科）・経営管理研究科などが経営管理の教育・研究を担当している。学術団体としては、1926年7月10日に日本経営学会が創設された。また戦後には、日本商業学会が1951年4月21日に慶應義塾大学教授向井鹿松を初代会長として設立されている。

## 関連分野
- 経営工学
- 生産管理
- 人事労務管理
- 財務管理
- 経営組織論
- 経営戦略 経営戦略論
- 顧客関係管理 (CRM)
- w:Change management 変革管理（マネジメント変革）
- w:Communications management コミュニケーションマネジメント
- w:Constraint Management
- w:Cost management コストマネジメント
- w:Crisis management 危機管理
- w:Earned value management 企業資源計画 (ERP：enterprise resource planning)
- w:Enterprise management エンタープライズマネジメント
- w:Facility management　ファシリティーマネジメント
- w:Integration management インテグレーションマネジメント
- w:Knowledge management ナレッジマネジメント
- w:Marketing management マーケティングマネジメント
- w:Micromanagement マイクロマネジメント
- w:Pain management ペインマネジメント
- w:Procurement management
- w:Program management プログラムマネジメント
- w:Project management プロジェクトマネジメント
- w:Process management プロセスマネジメント（生産管理）
- w:Product management プロダクトマネジメント（商品管理）
- w:Quality management（品質マネジメント）
  - w:Quality control（品質管理）
- w:Resource management 資源管理
- w:Risk management リスクマネジメント（リスク管理）
- w:Scope management スコープマネジメント
- w:Skills management スキルマネジメント
- w:Spend management スペンドマネジメント
- w:Supply chain management サプライチェーン・マネジメント (SCM)
- w:Systems management システムマネジメント
- w:Time management  タイムマネジメント　（時間管理）
- w:Stress management ストレスマネジメント

### 一覧
- w:list of management topics
- w:list of marketing topics
- w:list of human resource management topics
- w:list of economics topics
- w:list of finance topics
- w:list of accounting topics
- w:list of information technology management topics
- w:list of production topics
- w:list of business law topics
- w:list of business ethics, political economy, and philosophy of business topics
- マネジメント手法の一覧
- ITマネジメント手法の一覧
- マーケティング手法の一覧
- ヒューマンリソース・マネジメント手法の一覧 w:Human resource management
- 製造に関する記事一覧